# Swetlana Iwanowna Kratschewskaja
Swetlana Iwanowna Kratschewskaja (russisch Светлана Ивановна Крачевская, engl. Transkription Svetlana Krachevskaya, geb. Эсфирь Долженко – Esfir Dolschenko – Esfir Dolzhenko; * 23. November 1944 in Schyroke, Rajon Bilhorod-Dnistrowskyj, Ukrainische SSR) ist eine ehemalige sowjetische Kugelstoßerin.
Unter ihrem Geburtsnamen startend wurde sie bei den Olympischen Spielen 1972 in München Vierte und im Jahr darauf sowjetische Meisterin. Unter dem Namen Kratschewskaja folgten fünf weitere nationale Titel im Freien (1975–1978, 1980) und drei in der Halle (1976–1978).
1976 folgte einer Silbermedaille bei den Leichtathletik-Halleneuropameisterschaften ein neunter Platz bei den Olympischen Spielen in Montreal. Zum Abschluss ihrer Karriere gewann sie bei den Olympischen Spielen 1980 in Moskau die Silbermedaille.

## Persönliche Bestleistungen
- Kugelstoßen: 21,42 m, 24. Juli 1980, Moskau
  - Halle: 20,06 m, 22. Februar 1976, München